# Esa-Pekka Salonen
Esa-Pekka Salonen (30 de junho, 1958 — ) é um compositor e maestro finlandês.
É o Maestro Principal da Philharmonia Orchestra de Londres e Maestro Convidado da Los Angeles Philharmonic.
Atual maestro da Orquestra do Metropolitan Theater em Nova Yorque. 
Salonen, nasceu em Helsínquia, Finlândia, estudou trompa e composição na Academia Sibelius, em Helsínquia, bem como condução de orquestra com Jorma Panula.
Mais tarde, Salonen estudou com os compositores Franco Donatoni, Niccolò Castiglioni e Einojuhani Rautavaara.